# Woodbridge Nathan Ferris

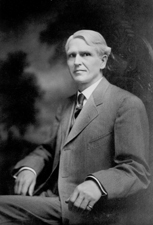
Woodbridge Ferris

Woodbridge Nathan Ferris (* 6. Januar 1853 bei Spencer, Tioga County, New York; † 23. März 1928 in Washington) war ein US-amerikanischer Politiker und von 1913 bis 1917 der 28. Gouverneur von Michigan.

## Frühe Jahre
Ferris besuchte nach der Grundschule zwischen 1870 und 1873 die Oswego Normal Training School (die heutige State University of New York) und 1873 bis 1874 die University of Michigan, wo er ein Jahr lang Medizin studierte. Danach begann er eine Karriere als Lehrer. Zwischen 1874 und 1884 unterrichtete er an verschiedenen Schulen in Illinois. Dort war er zeitweise als Schulleiter (Superintendent) tätig.

## Aufstieg in Michigan
Nach einem Umzug nach Big Rapids in Michigan gründete er 1884 die Ferris Industrial School, aus der später die Ferris State University entstand. Bis zu seinem Tod blieb Ferris Präsident dieser Anstalt. Außerdem war er auch Präsident der Big Rapids Savings Bank. Im Jahr 1892 bewarb sich Ferris erfolglos um einen Sitz im US-Repräsentantenhaus. Bei den Gouverneurswahlen des Jahres 1904 unterlag er Fred Warner. Im Jahr 1912 war er Delegierter zur Democratic National Convention, bei der Woodrow Wilson zum Präsidentschaftskandidaten nominiert wurde.

## Gouverneur von Michigan
Am 5. November 1912 wurde Ferris als Kandidat seiner Demokratischen Partei zum neuen Gouverneur seines Landes gewählt und am 1. Januar 1913 in sein Amt eingeführt. Nach einer Wiederwahl im Jahr 1914 konnte er bis zum 1. Januar 1917 im Amt bleiben. Er war nach 20 Jahren der erste Demokrat in dieser Position. In seiner Regierungszeit wurden in Michigan einige Bauernhöfe angelegt, auf denen Epileptiker arbeiten konnten. Damals entstand auch ein Tuberkulose-Krankenhaus (Central Michigan Tuberculosis Sanatorium). Schließlich musste sich der Gouverneur mit einem Streik in den Kupferbergwerken auseinandersetzen. Im Jahr 1916 war er erneut Delegierter auf der Convention der Demokraten, bei der Woodrow Wilson für eine zweite Amtszeit als US-Präsident nominiert wurde.

## Weiterer Lebenslauf
Nach dem Ende seiner Gouverneurszeit blieb Ferris politisch aktiv. Von 1923 bis zu seinem Tod im Jahr 1928 vertrat er seinen Staat im US-Senat. Woodbridge Ferris war zweimal verheiratet und hatte insgesamt drei Kinder.